# Meer van Sainte-Croix
Het meer van Sainte-Croix (Frans: Lac de Sainte-Croix) is een stuwmeer in Frankrijk, gelegen op de grens van de departementen Alpes-de-Haute-Provence en Var. Het meer is het op een na grootste stuwmeer van Frankrijk, enkel het meer van Serre-Ponçon is groter. Grote plaatsen in de buurt zijn Moustiers-Sainte-Marie en Riez.
De stuwdam werd afgerond in 1973. Het dorp Les Salles-sur-Verdon stond vroeger op de plaats waar nu het meer ligt. Het oude dorp werd bijna geheel platgewalst en 400 meter verder herbouwd. Verder liggen ook de plaatsen Bauduen en  Sainte-Croix-du-Verdon aan het meer dat twee bruggen heeft, de Pont de Galetas bij de Gorges du Verdon en de Pont de Sainte-Croix vlak bij de dam.
Het meer van Sainte-Croix is de poort naar de Gorges du Verdon, de op een na grootste kloof van Europa. Het meer is dan ook gericht op toeristen. Vooral vlak bij de toegang tot de Gorges worden veel kano's, kajakken, waterfietsen en motorbootjes verhuurd aan mensen die de kloof willen bezoeken.

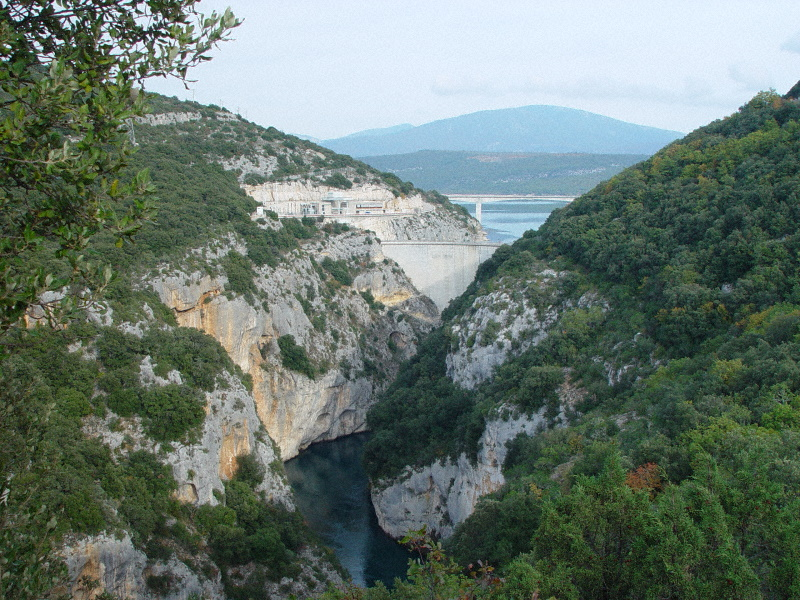
Stuwmeer
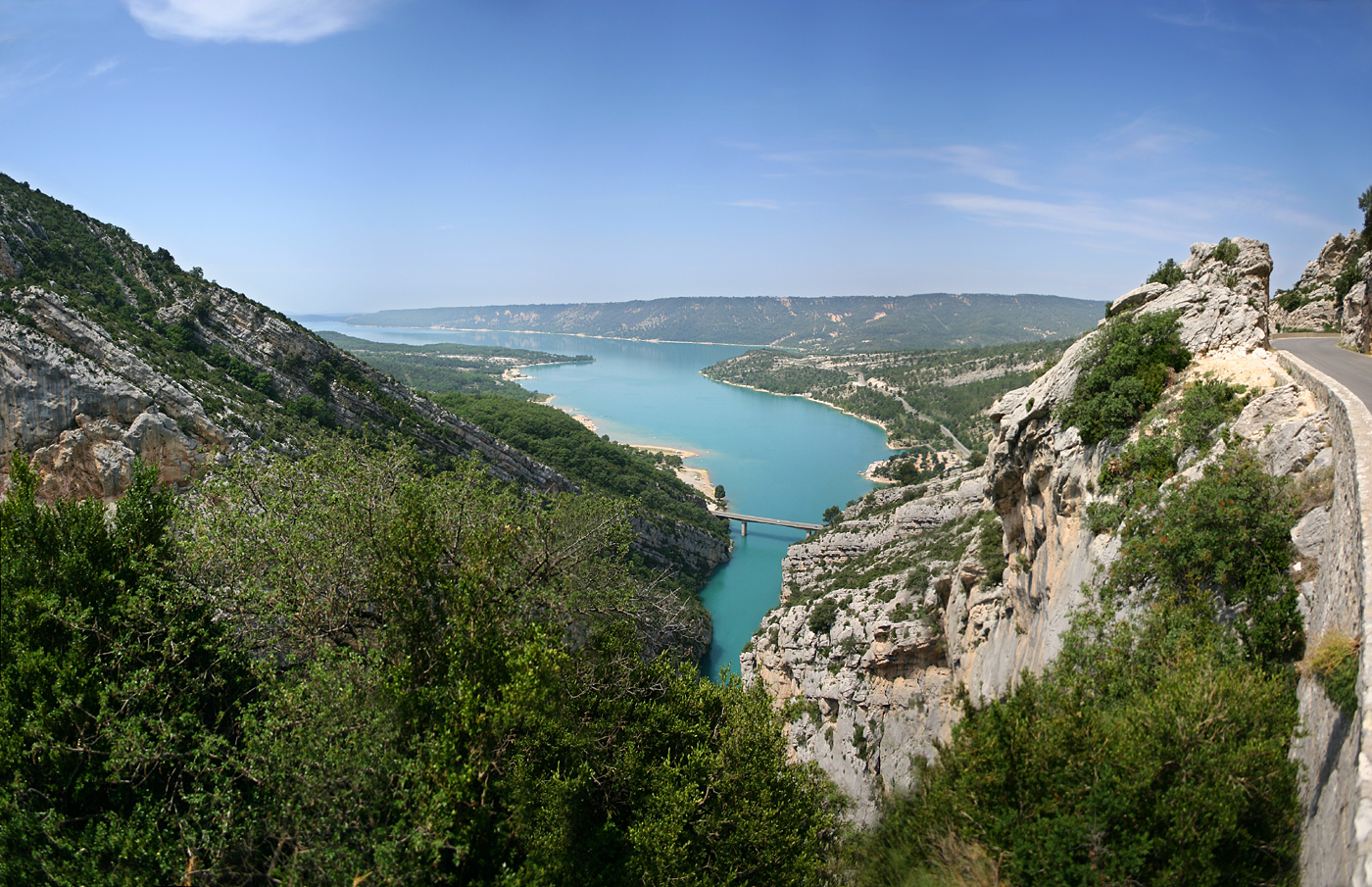
Lac de Sainte-Croix
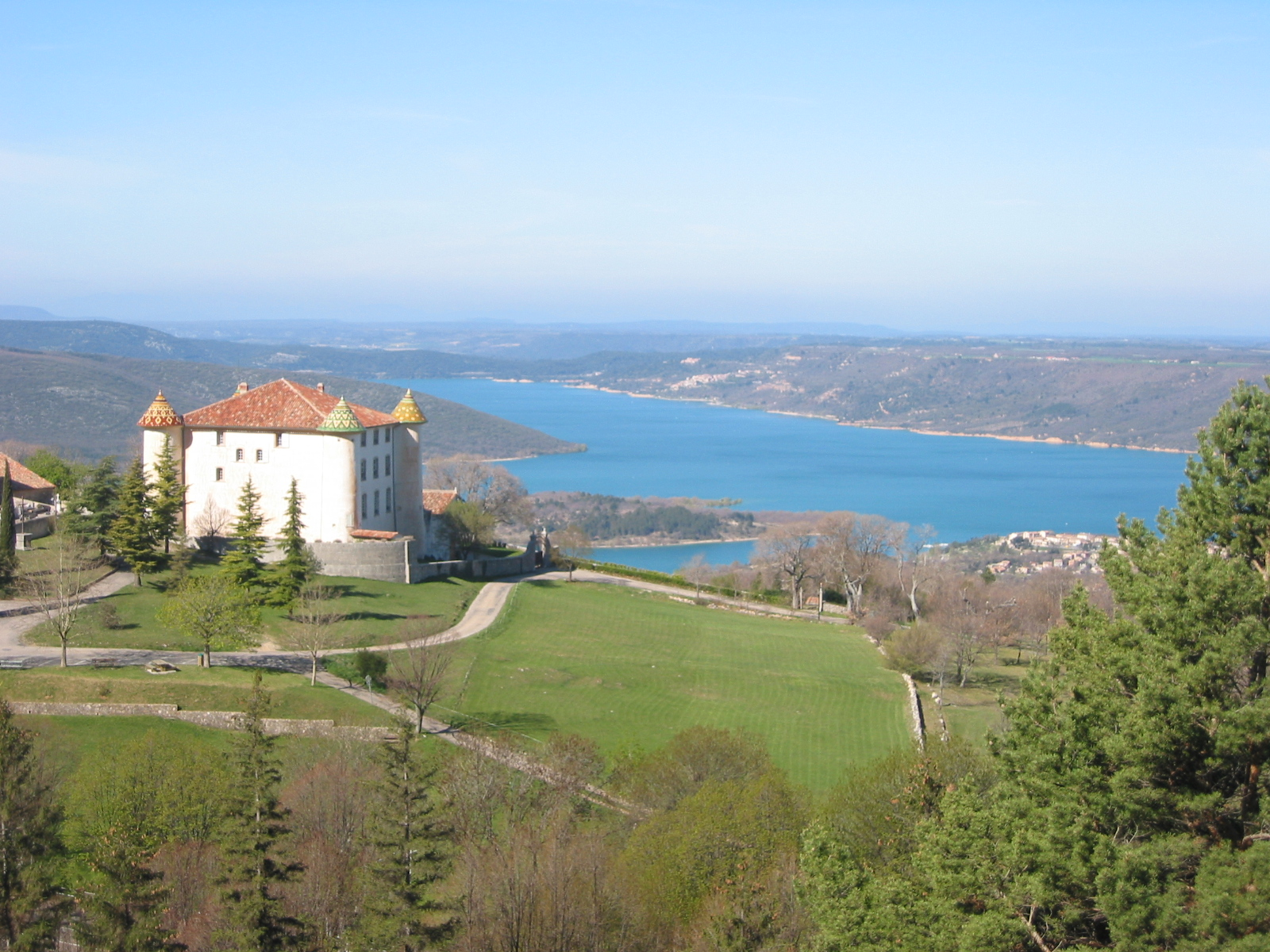
Oever
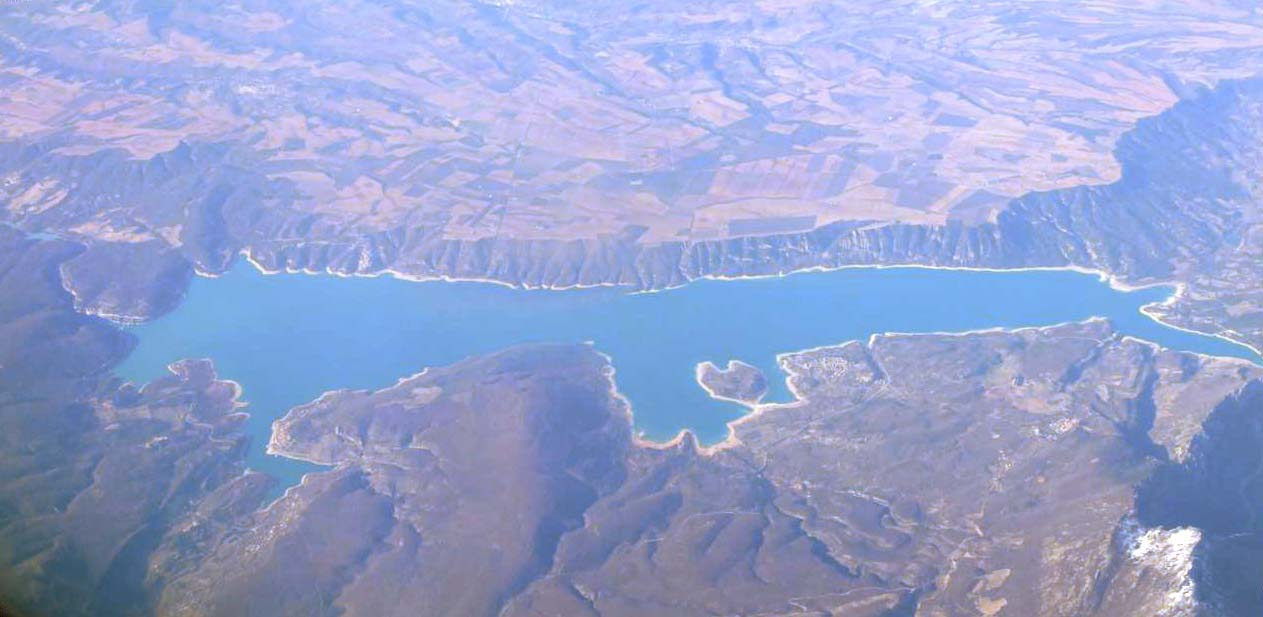
Panorama